# Oldersumer Sieltief
Das Oldersumer Sieltief (auch Oldersumer Tief oder Großes Tief genannt) ist ein mäandrierendes Gewässer in der Gemeinde Moormerland im Landkreis Leer in Ostfriesland. Es hat seinen Namen von der Ortschaft Oldersum, wo es über ein Siel und Schöpfwerk in die Ems mündet.

## Verlauf und Nebengewässer
Das Oldersumer Sieltief zweigt nördlich von Oldersum nahe dem Gehöft Groß Mönnikeborgum vom Fehntjer Tief ab und fließt in südlicher Richtung auf Oldersum zu. Nördlich des Ortes beschreibt das Tief einen weiten Bogen, bei dem es seine generelle Nord-Süd-Fließrichtung auf einem kurzen Abschnitt beinahe umkehrt. Auf seinem Weg durch den Ortskern von Oldersum nimmt es von Westen einen Stichkanal zum Ems-Seitenkanal und von Osten das Rorichumer Tief auf, das weite Teile des Moormerlands über das Oldersumer Sieltief entwässert.

## Geschichte
Ursprünglich war das Oldersumer Sieltief der natürliche Unterlauf eines Gewässers, das im Moor- und Geestgebiet im Grenzbereich der (heutigen) Stadt Aurich und der Gemeinde Großefehn liegt. Von dort aus floss der Geestbach Flumm in südwestliche Richtung und mündete bei Oldersum in die Ems. Im Zuge der Anlegung Westgroßefehns durch Emder Bürger im Jahre 1633 wurde die Entwässerungs- und Verkehrssituation im betreffenden Gebiet jedoch durch die Anlegung des Fehntjer Tiefs zwischen der Stadt und dem Hof Groß Mönnikeborgum verändert. Auf der gesamten Strecke zwischen Westgroßefehn und Emden heißt das Gewässer seither Fehntjer Tief. Flumm blieb als Name für den natürlichen Verlauf des Geestbaches nordöstlich von Westgroßefehn, und der Abzweig vom Hof Groß Mönnikeborgum bis Oldersum heißt seither Oldersumer Sieltief.
Jahrhundertelang waren die natürlichen Tiefs und die Entwässerungskanäle, die die Gegend um Emden in einem dichten Netz durchziehen, der wichtigste Verkehrsträger. Über Gräben und Kanäle waren nicht nur die Dörfer, sondern auch viele Hofstellen mit der Stadt Emden und dem Hafenort Oldersum verbunden. Letztgenannter Ort war auch oftmals der Heimathafen für jene Schiffe von Fehntjer Eigentümern, die für die schmalen Fehnkanäle zu groß und vielmehr in der Küstenschifffahrt tätig waren. Besonders der Bootsverkehr mit Emden war von Bedeutung. Dorfschiffer übernahmen die Versorgung der Orte mit Gütern aus der Stadt und lieferten in der Gegenrichtung landwirtschaftliche Produkte: „Vom Sielhafenort transportierten kleinere Schiffe, sog. Loogschiffe, die umgeschlagene Fracht ins Binnenland und versorgten die Marschdörfer (loog = Dorf). Bis ins 20. Jahrhundert belebten die Loogschiffe aus der Krummhörn die Kanäle der Stadt Emden.“
Torf, der zumeist in den ostfriesischen Fehnen gewonnen wurde, spielte über Jahrhunderte eine wichtige Rolle als Heizmaterial für die Bewohner der Marsch. Die Torfschiffe brachten das Material auf dem ostfriesischen Kanalnetz bis in die Dörfer der Krummhörn und an der Ems – wie eben Oldersum. Auf ihrer Rückfahrt in die Fehnsiedlungen nahmen die Torfschiffer oftmals Kleiboden aus der Marsch sowie den Dung des Viehs mit, mit dem sie zu Hause ihre abgetorften Flächen düngten.

## Entwässerung
Das Oldersumer Sieltief ist neben dem Petkumer Sieltief und dem Sauteler Kanal einer der Hauptvorfluter für weite Teile des zentralen Ostfriesland bis auf die Auricher Geest. Zusammen mit seinen Nebengewässern entwässert es einen Teil der Kommunen Aurich, Ihlow, Großefehn und Moormerland. Zuständig für die Unterhaltung des Sieltiefs und seiner Nebengewässer ist der Entwässerungsverband Oldersum, der dort seinen Sitz hat und im Ort auch ein Siel und Schöpfwerk betreibt. Teile des Verbandsgebietes liegen unter Normalhöhennull, so dass ohne ausreichende Entwässerung bei anhaltenden Niederschlägen jene Gebiete unter Wasser stehen würden.